# Introdacqua

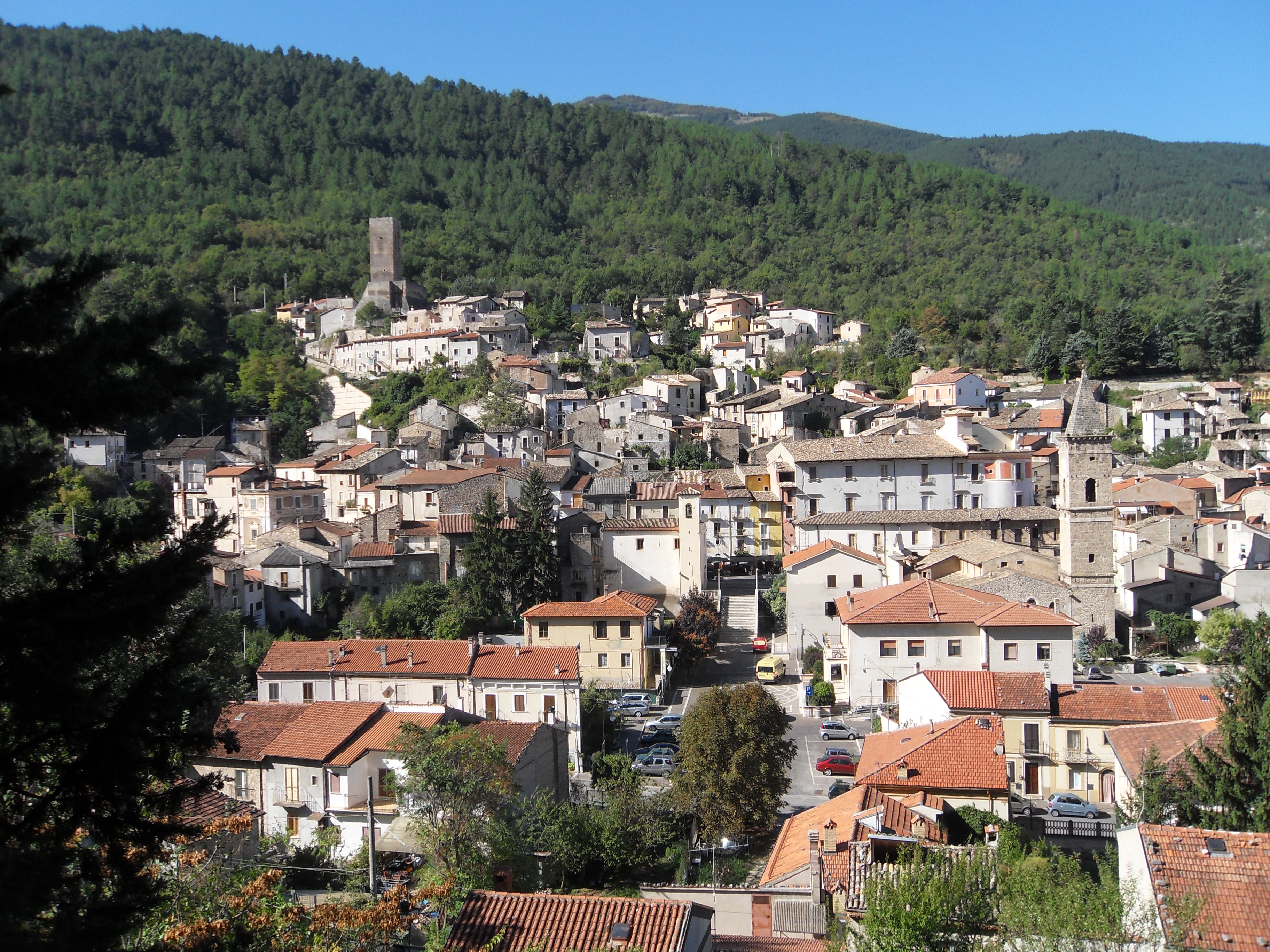
Introdacqua

Introdacqua is een gemeente in de Italiaanse provincie L'Aquila (regio Abruzzen) en telt 1994 inwoners (31-12-2004). De oppervlakte bedraagt 37,0 km², de bevolkingsdichtheid is 51 inwoners per km².
De volgende frazioni maken deel uit van de gemeente: Cauze, Cantone, Mastroiacovo, Santa Maria Frascati.

## Demografie
Introdacqua telt ongeveer 839 huishoudens. Het aantal inwoners steeg in de periode 1991-2001 met 9,3% volgens cijfers uit de tienjaarlijkse volkstellingen van ISTAT.
| Jaar | Inwoneraantal |
| ---- | ------------- |
| 1991 | 1675          |
| 2001 | 1831          |

## Geografie
De gemeente ligt op ongeveer 640 m boven zeeniveau.
Introdacqua grenst aan de volgende gemeenten: Bugnara, Pettorano sul Gizio, Scanno, Sulmona.